# Auguste Farinez
Auguste Farinez, né le 14 septembre 1893 à Dommartin-aux-Bois et mort le 8 mars 1981 à Épinal, est un homme politique français.

## Biographie
Issu d'une famille d'agriculteurs, Auguste Farinez suit l'école primaire de son village où il obtient le certificat d'études primaires. Il effectue son service militaire à Épinal en 1913 au 4ème régiment de chasseurs à cheval.
Auguste Farinez est mobilisé en août 1914 et combat d'abord dans la Marne, en Alsace et à Lorette. Plus tard, il intègre le 4ème régiment de Chasseurs d'Afrique en Orient et participe en 1918 à l'offensive en Grèce, Bulgarie, Serbie, Roumanie, puis en janvier 1919 en Russie. Il revient de la Première Guerre mondiale avec la Croix de Guerre et la médaille d'Orient.
En 1920, il se marie et en 1921 reprend la ferme familiale. Élu conseiller municipal de Dommartin-aux-Bois en 1922, il en devient le maire en 1925 et est constamment réélu à ce poste.
Engagé dans le syndicalisme agricole à l'issue de la Seconde Guerre mondiale, il devient le vice-président de la FDSEA en 1945. Il milite aussi au sein du MRP et est élu député à la deuxième assemblée nationale constituante en 1946, sur la liste menée par Marcel Poimbeuf. Il est réélu en novembre 1946 malgré une perte d'influence du MRP et intervient à l'Assemblée principalement sur les questions agricoles et les problèmes des anciens combattants.
En 1951, il ne se représente pas, conscient sans doute de l'effondrement probable du MRP dans un département qui voit une très forte poussée du RPF. Il se présente en vain aux sénatoriales de mai 1952.
De nouveau candidat aux législatives de 1956, deuxième sur la liste MRP menée par Lucien Nicolas, mais n'est pas élu.
Il est décoré de la Légion d'Honneur en 1957.
S'il ne se relance pas dans la bataille électorale pour des mandats nationaux par la suite, il reste maire de Dommartin jusqu'en 1971.